# Raimundo Rolón
Raimundo Rolón Villasanti  (Paraguarí, 14 de março de 1903 — Assunção, 17 de novembro de 1981) foi um militar e político paraguaio, presidente da República de 30 de janeiro de 1949 até 26 de fevereiro de 1949.

## Juventude
Raimundo Rolón Villasanti nasceu em 15 de março de 1903, em Paraguarí, no departamento homônimo. Sua vida foi marcada por sua total dedicação à atividade militar e à educação de futuros membros do exército. Ele acreditava, a partir de sua formação profissional, como outros militares de sua geração, que as obrigações das Forças Armadas deveriam se limitar à manutenção da soberania e ordem públicas.
A possibilidade de lhe corresponder exercer no futuro, atividades nas quais ele poderia realizar sem o uniforme militar, não lhe passou pela cabeça.

## Vida militar
Ele se formou na Escola Militar como o melhor aluno, uma instituição na qual mais tarde serviria como professor.
Ele continuou sua carreira regularmente, sendo capitão em 1929, atuando no Grupo de Artilharia Nº 2 "Capitão Roa". Se tornou major em 1933, em plena Guerra do Chaco e depois tenente-coronel. Em fevereiro daquele ano, ele atuou como chefe de operações do Estado Maior de Comando do Chaco.
Uma ordem geral do exército em campanha, que leva o número 456, de 12 de maio de 1935, cita o tenente-coronel Don Raimundo Rolón "na qualidade de chefe do departamento de operações do estado-maior do comandante em chefe, enfatizando que o mesmo fez um trabalho organizacional extraordinário. Grande capacidade de trabalho, inteligência robusta e clara. Grande vontade disciplinada. Consagração total e altruísta às suas obrigações". No final, a assinatura do general e comandante em chefe, José Félix Estigarribia.
Após a guerra, em 1939, ele foi promovido a coronel e brigadeiro-general em 1947, durante a Guerra Civil Paraguaia. Condecorado com a Cruz del Chaco, ele assumiu o comando das Forças Armadas.

## Vida política
Apesar de seus altos princípios de lealdade profissional como militar institucionalista, o general Rolón se deixou envolver pela mesquinhez da política e pelas intrigas do quartel, resultando na extinção de seus sonhos de profissionalização das Forças Armadas e em seu confinamento no exército, com a prisão de Peña Hermosa em fevereiro de 1936.
Em 1941, ele aderiu à linha antipartidária chamada Movimento Nacionalista Revolucionário, criada por Higinio Morínigo, que foi criado no Palacio de los López, logo após a um trágico acidente aéreo que tirou a vida do general Estigarribia e sua esposa.
Na vida de cidadão, foi chefe de polícia da capital Assunção, embaixador no Brasil e inspetor de Alfândegas e Portos.

### Presidente do Paraguai
Em 1948, Rolón assumiu o Ministério da Defesa no mandato do presidente Juan Manuel Frutos e manteve o cargo na mesma pasta no governo de Juan Natalicio González até a derrubada deste em 30 de janeiro de 1949.
A vaga da cadeira presidencial foi ocupada pelo general Raimundo Rolón, que sem aviso foi impelido a servir como a primeira magistratura.
A administração do cargo supremo foi realizada dentro de uma série caótica de turbulência, causada por conflitos confusos entre militares e políticos que marcaram os primeiros anos da estruturação política do coloradanismo. O golpe de 26 de fevereiro determinou o fim do curto governo de Rolón. Ele foi preso em sua própria cidade natal e demitido.

## Obras escritas
O general Raimundo Rolón deixou um rico legado de depoimento em suas publicações, todas referentes a tópicos de sua especialidade, como:
- La batalla general de Zenteno-Gondra
- Nanawa y la rendición de Campo Vía
- Historia de la Guerra del Chaco (dois volumes)

Em 1961, ele publicou o primeiro volume do estudo detalhado de 415 páginas chamado La Guerra del Chaco. Campaña de 1934. Después de Campo Vía hasta el Parapití. A obra, enriquecida com cartas e diagramas, que afirma ser uma "mensagem dos ex-combatentes antes da chamada pela Pátria", é dedicada à esposa do autor, Dona Guillermina Rolón Texeira de Rolón, e a seus filhos Edmundo e María Victoria. Ele também foi pai de outro filho, o senhor Agapito Arsenio Rolón Pratt, filho de Maximina Pratt. 

## Morte e legado
Raimundo Rolón morreu em Assunção em 17 de novembro de 1981, aos 78 anos.
Pela portaria 26/95, a rua do bairro Pinozá foi designada com o nome de General Raimundo Rolón, que começa na 1811 a noroeste e se estende até a Avenida General Maximo Santos a sudeste, paralela à Avenida Eusebio Ayala ao sul, com dois quarteirões. Depois ela entra na avenida General Santos com a rua 11 de Diciembre.